# Аркаим (посёлок)
Аркаи́м — посёлок в Брединском районе Челябинской области России. Входит в Калининское сельское поселение.

## География
Расстояние до районного центра посёлка Бреды 70 км.

## Население
| 2010 |
| ---- |
| 15   |

По данным Всероссийской переписи, в 2010 году численность населения посёлка составляла 15 человек (9 мужчин и 6 женщин).